# Ladislav Beneš
Ladislav Beneš   (Zlín, 9 de juliol de 1943) fou un jugador d'handbol txecoslovac, que va competir durant les dècades de 1960 i 1970.
El 1972 va prendre part en els Jocs Olímpics de Múnic, on guanyà la medalla de plata en la competició d'handbol. En el seu palmarès també destaquen un bronze i un or al Campionat del Món de 1964 i 1967 respectivament.